# Margarida Gonzaga de Màntua
Margarida Gonzaga o de Màntua (en italià Margherita Gonzaga di Mantova) fou una princesa italiana de la casa de Gonzaga que va néixer a Màntua (Itàlia) el 2 d'octubre de 1591 i va morir a Nancy el 7 de febrer de 1632. Era la filla gran i quart fill de Vincenç I de Màntua (1562-1612), duc de Màntua i de Montferrat, i d'Elionor de Mèdici (1567-1611), ella mateixa filla de Francesc I de Mèdici. Era per tant la neboda de Maria de Mèdici, la segona esposa d'Enric IV, rei de França i de Navarra.
Es casà, el 26 d'abril de 1606 a Nancy França, amb Enric, marquès de Pont (Pont-à-Mousson) i futur Enric II de Lorena el Bo, Duc de Lorena i de Bar, vidu des de 1604 de Caterina de Borbó. Van tenir quatre fills, dels quals van sobreviure dues noies:
- Una filla nascuda i morta el 1607:
- Nicolaua de Lorena (1608–1657), que es va casar el 1621 amb el seu cosí Carles de Vaudémont (1604 † 1675). Fou duquessa de Lorena i de Bar conjuntament amb el seu marit, a la mort del seu pare el 1624, però Carles la va apartar el 1625;
- Una filla nascuda i morta el 1611;

- Clàudia de Lorena (1612-1648), que es va casar, el 1634, amb Nicolau Francesc de Lorena o de Vaudémont (1609 † 1670), germà de Carles IV i tanmateix breument duc de Lorena i de Bar; fou la mare del futur duc Carles V.

Després de la mort del seu marit el 1624, sense tenir descendència masculina, el seu usdefruit va quedar constituït amb el marquesat de Nomeny i la terra de Létricourt. Es va retirar a la cort de França, i va defensar davant el seu cosí Lluís XIII de França la causa de la seva filla Nicolaua de Lorena, apartada, el 1625, de la successió i del govern de Lorena per les intrigues del seu oncle i sogre Francesc II de Lorena i del seu propi marit i cosí Carles IV. Va tornar a Lorena després de l'ocupació dels ducats per les tropes franceses.
Va morir el 1632 quan tenia 41 anys. Un monument religiós, edificat sobre el pujol de Sion, entre el convent i el poble de Vaudémont, recorda la seva memòria.